# Vickers Valparaiso
Vickers Valparaiso là một loại máy bay ném bom hạng nhẹ hai tầng cánh của Anh trong thập niên 1920.

## Biến thể
Type 93 Valparaiso I
Type 92 Valparaiso II
Type 168 Valparaiso III

## Quốc gia sử dụng
Chile
- Không quân Chile

 Bồ Đào Nha
- Aeronáutica Militar

## Tính năng kỹ chiến thuật (Valparaiso I)
Dữ liệu lấy từ Vickers Aircraft Since 1908 
Đặc điểm tổng quát
- Kíp lái: 2
- Chiều dài: 29 ft 0 in (8,84 m)
- Sải cánh: 40 ft 0 in (12,20 m)
- Chiều cao: 11 ft 8 in (3,56 m)
- Diện tích cánh: 526 ft2 (48,9 m²)
- Trọng lượng rỗng: 3.128 lb (1.422 kg)
- Trọng lượng có tải: 4.720 lb (2.145 kg)
- Động cơ: 1 × Napier Lion IA, 468 hp (349 kW)

 Hiệu suất bay 
- Vận tốc cực đại: 118 kn (136 mph, 219 km/h) trên độ cao 10.000 ft (3.050 m)
- Vận tốc hành trình: 96 kn (110 mph, 177 km/h[2])
- Tầm bay: 478 nmi (550 mi, 886 km)
- Trần bay: 19.500 ft (5.950 m)
- Vận tốc lên cao: 951 ft/phút [2] (4,8 m/s)
- Tải trên cánh: 8,97 lb/ft2 (43,9 kg/m²)
- Công suất/trọng lượng: 0,099 hp/lb (0,16 kW/kg)
- Leo lên độ cao 10.000 ft (3.050 m): 10 phút 15 giây

Trang bị vũ khí

- 2 × Súng máy Vickers.303 in (7,7 mm)
- 1 × Súng máy Lewis.303 in (7,7 mm)